# Fhána
Fhána (Estilizado como fhána) es un cuarteto de pop japonés formado en 2012 como una banda indie. Después de lanzar un álbum de forma independiente,  firmaron en 2013 con Lantis. Lanzaron su sencillo debut "Que Sera Sera" en agosto de 2013.

## Historia
Fhána se formó originalmente con Jun'ichi Satō, Yuxuki Waga y Kevin Mitsunaga, los tres habían estado involucrados previamente en bandas independientes separadas. Fhána no tenía un vocalista fijo al principio, sino que empleaba vocalistas invitados para cantar las canciones de la banda. Fhána lanzó su álbum independiente New World Line el 18 de mayo de 2012 con cuatro vocalistas invitados: Makiko Naka, Towana, IA (una muestra de Vocaloid de la voz de Lia) y Aoi Tada. A fines de 2012, Towana se unió a Fhána como vocalista oficial. Fhána firmó con Lantis en 2013 y lanzó su gran sencillo debut "Que Sera Sera" (ケセラセラ, Ke Sera Sera) el 21 de agosto de 2013; la canción se usa como tema final de la serie de anime de 2013 The Eccentric Family.
El segundo sencillo de la banda, "Tiny Lamp", fue lanzado el 23 de noviembre de 2013; la canción se utiliza como tema de apertura de la serie de anime de 2013 Gingitsune. Su tercer sencillo "Divine Intervention" fue lanzado el 22 de enero de 2014; la canción se utiliza como tema de apertura de la serie de anime Witch Craft Works de 2014. El cuarto sencillo de Fhána "Itsuka no, Ikutsuka no Kimi to no Sekai" (い つ か の 、 い く つ か の き み と の せ か い) fue lanzado el 30 de abril de 2014; la canción se utiliza como tema de apertura de la serie de anime de 2014 The Kawai Complex Guide to Manors and Hostel Behavior. Fhána lanzó una versión actualizada de su álbum New World Line titulado View from New World Line el 28 de mayo de 2014 a través de iTunes. El quinto sencillo de la banda, "Hoshikuzu no Interlude" (星屑 の イ ン タ ー リ ュ ー ド), fue lanzado el 5 de noviembre de 2014; la canción se usa como tema final de la serie de anime Celestial Method de 2014. El gran álbum debut de Fhána, Outside of Melancholy, fue lanzado el 4 de febrero de 2015.
El sexto sencillo de Fhána, "Wonder Stella" (ワ ン ダ ー ス テ ラ), fue lanzado el 5 de agosto de 2015; la canción se utiliza como tema de apertura de la serie de anime Fate/kaleid liner Prisma Illya 2wei Herz! de 2015. El séptimo sencillo de Fhána, "Comet Lucifer (The Seed and the Sower)" (コ メ ッ ト ル シ フ ァ ー ～ The Seed and the Sower ～), fue lanzado el 28 de octubre de 2015; la canción se utiliza como tema de apertura de la serie de anime Comet Lucifer de 2015. El octavo sencillo de Fhána, "Niji o Ametara" (虹 を 編 め た ら), fue lanzado el 27 de enero de 2016; la canción se usa como tema de apertura de la serie de anime Haruchika de 2016. El segundo álbum de estudio de Fhána, What a Wonderful World Line, fue lanzado el 27 de abril de 2016.
El noveno sencillo de Fhána, "Calling", fue lanzado el 3 de agosto de 2016; la canción se utiliza como tema final de la serie de anime Tales of Zestiria the X de 2016. El décimo sencillo de la banda, "Aozora no Rhapsody" (青空 の ラ プ ソ デ ィ, Aozora no Rapusodi ), se lanzó el 25 de enero de 2017; la canción se utiliza como tema de apertura del anime Miss Kobayashi's Dragon Maid de 2017. El undécimo sencillo de Fhána, "Moon River" (ム ー ン リ バ ー), fue lanzado el 26 de abril de 2017; la canción se utiliza como tema final de la segunda temporada de The Eccentric Family. Su duodécimo sencillo "Hello! My World!!" fue lanzado el 2 de agosto de 2017; la canción se usa como tema de apertura de la serie de anime Knight's & Magic de 2017. El decimotercer sencillo de la banda "Watashi no Tame no Monogatari (My Uncompleted Story)" (わ た し の た め の 物語 〜My Uncompleted Story〜) fue lanzado el 31 de enero de 2018; la canción se utiliza como tema de apertura de la serie de anime de 2018 Märchen Mädchen. El tercer álbum de estudio de Fhána, World Atlas, fue lanzado el 28 de marzo de 2018.
Su decimocuarto sencillo "Boku o Mitsumete" (僕を見つけて) fue lanzado el 7 de agosto de 2019, y su decimoquinto sencillo "Hoshi o Atsumete" (星をあつめて) fue lanzado el 26 de febrero de 2020. Posteriormente, Fhána lanzó tres sencillos: "Pathos" el 18 de diciembre de 2020, "Ethos" el 12 de marzo de 2021 y "Nameless Color" el 9 de abril de 2021. "Nameless Color" aparece en el juego de rítmico de Square Enix Show By Rock!! Fes A Live. El sencillo número 19 de Fhána "Ai no Supreme!" (愛のシュプリーム) fue lanzado el 7 de julio de 2021; la canción principal se utiliza como tema de apertura del anime Miss Kobayashi's Dragon Maid S de 2021.

## Miembros
- Jun'ichi Satō (佐藤 純一 Satō Jun'ichi?) (Composición, teclados, voces, líder)
- Yuxuki Waga (Composición, guitarra)
- Kevin Mitsunaga (Composición, sampler, metalófono)
- Towana (Voces)

## Discografía

### Álbumes

#### Álbumes de estudio
| 2012 | New World Line - Lanzamiento: 18 de mayo de 2012 - Formato: CD                             | —  |  |  |  |  |  |  |  |  |  |  |
| 2014 | View from New World Line - Lanzamiento: 28 de mayo de 2014 - Formato: Distribución digital | —  |  |  |  |  |  |  |  |  |  |  |
| 2015 | Outside of Melancholy - Lanzamiento: 4 de febrero de 2015 - Formato: CD, CD+BD             | 8  |  |  |  |  |  |  |  |  |  |  |
| 2016 | What a Wonderful World Line - Lanzamiento: 27 de abril de 2016 - Formato: CD, CD+BD        | 22 |  |  |  |  |  |  |  |  |  |  |
| 2018 | World Atlas - Lanzamiento: 28 de marzo de 2018 - Formato: CD, CD+BD                        | 30 |  |  |  |  |  |  |  |  |  |  |
|      |                                                                                            |    |  |  |  |  |  |  |  |  |  |  |

#### Álbumes recopilatorios
| Año  | Detalles de álbum                                                   | Máxima posición en Oricon |
| ---- | ------------------------------------------------------------------- | ------------------------- |
| 2018 | Stories - Lanzamiento: 12 de diciembre de 2018 - Formato: CD, CD+BD | 34                        |

### Sencillos
| Año  | Canción                                                | Máxima posición en Oricon | Álbum                       |
| ---- | ------------------------------------------------------ | ------------------------- | --------------------------- |
| 2013 | "Que Sera Sera"                                        | 111                       | Outside of Melancholy       |
| 2013 | "Tiny Lamp"                                            | 84                        | Outside of Melancholy       |
| 2014 | "Divine Intervention"                                  | 52                        | Outside of Melancholy       |
| 2014 | "Itsuka No, Ikutsuka ningún Kimi a ningún Sekai"       | 41                        | Outside of Melancholy       |
| 2014 | "Hoshikuzu no Interlude"                               | 22                        | Outside of Melancholy       |
| 2015 | "Wonder Stella"                                        | 53                        | What a Wonderful World Line |
| 2015 | "Comet Lucifer (The Seed and the Sower)"               | 55                        | What a Wonderful World Line |
| 2016 | "Niji o Ametara"                                       | 46                        | What a Wonderful World Line |
| 2016 | "Calling"                                              | 42                        | World Atlas                 |
| 2017 | "Aozora no Rapsodia"                                   | 24                        | World Atlas                 |
| 2017 | "Moon River"                                           | 53                        | World Atlas                 |
| 2017 | "Hello! My World!!"                                    | 31                        | World Atlas                 |
| 2018 | "Watashi no Tame no Monogatari (My Uncompleted Story)" | 49                        | World Atlas                 |
| 2019 | "Boku o Mitsumete"                                     | 76                        |                             |
| 2020 | "Hoshi o Atsumete"                                     | 41                        |                             |
| 2021 | "Ai no Supreme!"                                       |                           |                             |

#### Sencillos digitales
| Año  | Canción          |
| ---- | ---------------- |
| 2020 | "Pathos"         |
| 2021 | "Ethos"          |
| 2021 | "Nameless Color" |

### Videos musicales
| Año  | Canción                                                | Director        |
| ---- | ------------------------------------------------------ | --------------- |
| 2013 | "Que Sera Sera"                                        | Hideaki Fukui   |
| 2013 | "Tiny Lamp"                                            | Hideaki Fukui   |
| 2014 | "Divine Intervention"                                  | Hideaki Fukui   |
| 2014 | "Itsuka no, Ikutsuka no Kimi to no Sekai"              | Hideaki Fukui   |
| 2014 | "Kotonoha Breakdown"                                   | Takashi Ōhashi  |
| 2014 | "Machi wa Kanaderu"                                    | Yohsuke Chiai   |
| 2014 | "Hikari Mau Fuyu no Hi ni"                             | Ta-k            |
| 2014 | "Hoshikuzu no Interlude"                               | Takayuki Kojima |
| 2015 | "Outside of Melancholy (Yūutsu no Mukōgawa)"           | Takayuki Kojima |
| 2015 | "Lyrical Sentence"                                     | Koji Aramaki    |
| 2015 | "Wonder Stella"                                        | Shin Okawa      |
| 2015 | "Comet Lucifer (The Seed and the Sower)"               | Katsuji Kondō   |
| 2016 | "Niji o Ametara"                                       | SQRT            |
| 2016 | "What a Wonderful Wolrd Line"                          | Hideaki Fukui   |
| 2016 | "Calling"                                              | SQRT            |
| 2017 | "Aozora no Rhapsody"                                   | Daisuke Fujita  |
| 2017 | "Moon River"                                           |                 |
| 2017 | "Hello! My World!!"                                    |                 |
| 2018 | "Watashi no Tame no Monogatari (My Uncompleted Story)" |                 |
| 2021 | "Nameless Color"                                       | Hiroyuki Oumi   |
| 2021 | "Ai no Supreme!"                                       | Daisuke Fujita  |

### Apariciones en otros álbumes
| Año  | Canción | Álbum                                        | Notas                                                                          |
| ---- | --- | -------------------------------------------- | ------------------------------------------------------------------------------ |
| 2013 | "Que Sera Sera" | Uchōten Kazoku Original Soundtrack           | Tema final del anime The Eccentric Family                                      |
| 2013 | "Tiny Lamp" | Gingitsune Original Soundtrack               | Tema principal del animeGingitsune                                             |
| 2014 | "Divine Intervention" | Witch Craft Works Original Soundtrack        | Tema principal del anime Witch Craft Works                                     |
| 2014 | "Itsuka no, Ikutsuka no Kimi to no Sekai" | Bokura wa Minna Kawai-Sō Original Soundtrack | Tema principal del anime The Kawai Complex Guide to Manors and Hostel Behavior |
| 2014 | "Sonata to Interlude (Instrumental)" "Hoshi no Kakera" "Yakusoku no Nocturne (Acappella with Strings)" "Yakusoku no Nocturne" "Haru o Matte (Joyeux Noel!) (Acappella with Strings)" "Haru o Matte (Joyeux Noel!)" "Hoshikuzu no Interlude (Acappella with Strings)" "Sora no Method (Quote from Stardust Interlude)" | Sonata to Interlude                          | Álbum Image song del anime Celestial Method                                    |